# Gheorghe Dumitru
Gheorghe Dumitru (n. 31 august 1956, Călărași – d. 22 decembrie 2012, Craiova) a fost un handbalist român, care a făcut parte din lotul echipei naționale de handbal a României în perioada 1970 - 1987, fiind medaliat cu aur în anul 1980 la Campionatul Mondial Universitar de Handbal și ocupând locul 5 la Campionatul Mondial de Handbal din Germania din anul 1982. Pentru rezultatele sportive și merite deosebite aduse sportului a fost declarat Maestru Emerit al Sportului.
A fost căpitanul echipei de handbal CS Universitatea Craiova care în anii 1991-1993 a câștigat Campionatul Național de handbal în două rânduri și o dată Cupa României.
A continuat activitatea sportivă în calitate de arbitru, în perioada 1993-2000 având 91 de jocuri arbitrate în cadrul Campionatului Național.
Format la echipa CS Călărași, în semn de recunoștiință pentru imaginea adusă orașului natal, Gheorghe Dumitru a fost declarat post-mortem Cetățean de Onoare al orașului Călărași.

## Echipa națională (1970-1987)
În perioada 1970 - 1975 a fost selecționat in lotul național de juniori și tineret al României, cu care a participat la Campionatul Balcanic, Cupa Prietenia etc. În anul 1977 s-a clasificat pe locul 7 la Campionatul Mondial de Tineret din Suedia, urmând ca în anii 1978 și 1979 să facă parte din echipa câștigătoare a locului I la Cupa Țărilor Latine.

Prima selecție la naționala de seniori a venit în anul 1979. Începând cu acest an a reprezentat echipa națională a României la numeroase competiții printre care: Trofeul Carpați, Trofeul Iugoslaviei, Trofeul Cehoslovaciei, Campionatul Balcanic, Trofeul Tbilisi, Trofeul Serdica.
În anul 1980 a câștigat Campionatul Mondial Universitar de Handbal din Franța iar în anul 1982 a făcut parte din echipa națională care a ocupat locul 5 la Campionatul Mondial de Handbal din Germania. Deși juca pe postul de inter sau coordonator de joc, datorită calităților tehnice și tactice deosebite, a fost folosit la acest turneu pe postul de pivot.

## Echipe de club

### CSS Călărași (1970 - 1975)
Format la juniorii echipei CS Călărași pentru care a apărat culorile în perioada 1970-1975 sub comanda domnului profesor Aurel Sifft, Gheorghe Dumitru a ajuns să îmbrace pentru prima dată tricoul reprezentativei de juniori a României.
A fost coleg de generație, printre alții, cu V. Petre, Barbu, G.D. Anton, V. Dinu, C. Stoenescu, M. Petcu și D. Blebea.
Pe 11.6.1975 a disputat meciul cu echipa de tineret a R.P. Chineze, scor 19-18.

### CS Universitatea Craiova (1975 - 1995)
Cea mai mare parte carierei (20 de ani) a purtat tricoul cu numarul "5"  al echipei de handbal fanion a Olteniei, Universitatea Craiova. În calitate de căpitan a ajutat la formarea unei echipe 
campioane care a reușit câștigarea a trei trofee naționale și participarea în competiții internaționale în anii 90.
| Trofee                            | Sezon        |
| --------------------------------- | ------------ |
| Campioni Naționali                | 91-92, 92-93 |
| Campioni Cupa României            | 92-93        |
| Promovări în Divizia A            | 78-79, 80-81 |
| Turul 2 Cupa Cupelor              | 92-93        |
| Turul 2 Cupa Campionilor Europeni | 93-94        |
| Turul 2 Cupa F.E.H.               | 95-96        |

În perioada 1988-1990 a fost coleg de echipă cu jucători precum: Sebastian Dobeanu, Mihai Agapie, Ștefan Silaghi, Grigore Albici, Paul Balint, Marius Giurgiu, Marius Caraș, Liviu Prica, Marius Barcan, Marinel Leștaru, având antrenor pe prof. Burcea George.
Între anii 1991-1993 s-au cules roadele muncii, echipa olteană obținând două trofee de Campioni naționali și o Cupă a României.
Lotul era format din jucători precum: Sorin Toacsen, Grigore Albici - portari; Robert Licu, Marius Timofte, Lubomir Perți - interi; Titel Răduță, Costică Neagu, Coman Daniel, Mincu Dumitru - extreme; Costin Dumitrescu, Marius Barcan - coordonatori joc; Gheorghe Dumitru - pivot/coordonator joc.

## Arbitraj (1995 - 2000)
A continuat să fie aproape de teren în calitate de arbitru republican de handbal.